# Aloe somalensis
Aloe somalensis é uma espécie de liliopsida do gênero Aloe, pertencente à família Asphodelaceae.